# Барбарич, Томислав
Томислав Барбарич (хорв. Tomislav Barbarić; род. 29 марта 1989 года) — хорватский футболист, защитник.

## Клубная карьера
Футбольную карьеру начинал в 2007 году в «Динамо» Загреб. В 2014 году стал игроком австрийского клуба «Штурм». В 2015 году перешел в «Сплит». В 2015 году подписал контракт с боснийским клубом «Сараево». В 2016/17 годах играл за бельгийский «Кортрейк». В 2017 году стал игроком хорватского клуба «Рудеш». В начале 2018 года подписал контракт с казахстанским клубом «Атырау».

## Карьера в сборной
В 2009 году дебютировал за национальную сборную Хорватии.

## Достижения
«Динамо» Загреб
- Чемпион Хорватии (2): 2007-08, 2008-09
- Обладатель кубка Хорватии (2): 2008, 2009
- Обладатель суперкубка Хорватии (1): 2010